# Ričard Rodžers
Ričard Čarls Rodžers (28. jun 1902 – 30. decembar 1979) bio je američki kompozitor, poznat uglavnom po svom radu u muzičkom pozorištu. Sa 43 broadvejska mjuzikla i preko 900 pesama, Rodžers je bio jedan od najznačajnijih američkih kompozitora 20. veka. Njegove kompozicije su imale značajan uticaj na popularnu muziku.
On je najpoznatiji po svojim tekstopisačkim partnerstvima sa liričarima Lorencom Hartom, s kojim je napisao nekoliko mjuzikla tokom 1920-ih i 1930-ih, uključujući Pal Joey, A Connecticut Yankee, On Your Toes i Babes in Arms, i Oskarom Hamerstajnom , s kojim je pisao mjuzikle tokom 1940-ih i 1950-ih, kao što su Oklahoma!, Carousel, South Pacific, The King and I, i The Sound of Music. Naročito je njegova saradnja sa Hamerstajnom poznata po tome što je to dovelo Brodvejski mjuzikl do višeg stepena zrelosti, putem pripovedanja priča koje su bile usredsređene na likove i dramu, a ne na laganu zabavu po kojoj je žanr prethodno bio poznat.
Rodžers je prva osoba koja je osvojila vodeće američke nagrade za zabavu u televiziji, snimcima, filmovima i na Brodveju - nagradu Emi, Grami, Oskara i Toni - koje su sada kolektivno poznate kao EGOT. Pored toga, nagrađen je Pulicerovom nagradom, što ga čini jednim od samo dvoje ljudi koji su primili svih pet nagrada (druga osoba je Marvin Hamliš). Godine 1978. Rodžers je nagrađen priznanjem Kenedi centra za životno delo u umetnosti.

## Biografija

### Detinjstvo, mladost i obrazovanje
Rođen u prosperitetnoj nemačkoj jevrejskoj porodici u Arvernu u Kvinsu u Njujork Sitiju, Rodžers je bio sin Mejmi (Levi) i dr Vilijama Abrahamsa Rodžersa, uglednog lekara koji je promenio porodično ime iz Rogazinski. Ričard je počeo da svira klavir u uzrastu od šest godina. Pohađao je P.S. 166, Tounsend Haris hol i srednju školu Devit Klinton. Rodžers je proveo svoja tinejdžerska leta u Kamp Vigvamu (Vaterford, Mejn), gde je komponovao neke od svojih prvih pesama.
Rodžers, Lorenc Hart i kasniji saradnik Oskar Hamerstajn II su svi pohađali Univerzitet Kolumbija. Na Kolumbiji, Rodžers se pridružio bratstvu Pi Lambda Faj. Rodžers je 1921. godine preusmerio studije na Institut muzičke umetnosti (danas Džulijard školu). Na Rodžersa su uticali kompozitori kao što su Viktor Herbert i Džerom Kern, kao i operete koje su ga njegovi roditelji vodili da vidi na Brodveju kada je bio dete.

## Nagrade i nominacije
Rodžers je jedan od retkih zabavljača koji su osvojili EGOT, Emi, Grami, Oskara i Toni nagradu.
| Godina | Nagrada                       | Kategorija                               | Naziv     | Rezultati  | Ref.  |
| ------ | ----------------------------- | ---------------------------------------- | --------- | ---------- | ----- |
| 1945   | Nagrada akademije             | Najbolja originalna pesma                | ,         | Osvojeno   | [ 6 ] |
| 1950   | Toni nagrada                  | Najbolji mjuzikal                        |           | Osvojeno   | [ 7 ] |
| 1950   | Toni nagrada                  | Najbolja knjiga mjuzikla                 | Osvojeno  |            | [ 7 ] |
| 1950   | Toni nagrada                  | Najbolji producent mjuzikla              | Osvojeno  |            | [ 7 ] |
| 1952   | Toni nagrada                  | Najbolji mjuzikl                         |           | Osvojeno   | [ 7 ] |
| 1956   | Toni nagrada                  | Najbolji mjuzikl                         |           | Nominacija | [ 7 ] |
| 1959   | Toni nagrada                  | Najbolji mjuzikl                         |           | Nominacija | [ 7 ] |
| 1962   | Toni nagrada                  | Najbolji mjuzikl                         |           | Nominacija | [ 7 ] |
| 1962   | Toni nagrada                  | Najbolji originalni rezultat             | Osvojeno  |            | [ 7 ] |
| 1965   | Toni nagrada                  | Najbolji originalni rezultat             |           | Nominacija | [ 7 ] |
| 1996   | Toni nagrada                  | Najbolji originalni rezultat             |           | Nominacija | [ 7 ] |
| 1957   | Nagrada Emi za udarne termine | Najbolji muzički prilog za televiziju    | Pepeljuga | Nominacija | [ 8 ] |
| 1961   | Nagrada Emi za udarne termine | Izuzetna originalna muzika za televiziju |           | Osvojeno   | [ 8 ] |
| 1961   | Nagrada Gremi                 | Najbolji muzički pozorišni album         |           | Osvojeno   | [ 9 ] |
| 1963   | Nagrada Gremi                 | Najbolji muzički pozorišni album         |           | Osvojeno   | [ 9 ] |

## Predstave sa Rodžersovom muzikom

### Lirika Lorenca Harta
- (1920)
- (1920)
- (1924)
- (1925–26)
- (1925)
- (1926)
- (1926)
- (1926)
- (1927)
- (1928)
- (1928)
- (1928)
- (1929)
- (1929)
- (1930)
- (1930)
- (1931)
- (1932)
- (1935)
- (1936)
- (1937)
- (1937)
- (1938)
- (1938)
- (1939)
- (1940)
- (1940–41)
- (1942)
- (1975), Rodžersov i Hartov revijalni mjuzikl

### Lirika Oskara Hamerstajna
- (1943)
- (1945)
- (1945) (film)
- (1947)
- (1949)
- (1951)
- (1953)
- (1955)
- (1957) (television)
- (1958)
- (1959)
- (1993), Rodžersov i Hamerstajnov revijalni mjuzikl
- (1996) (scenski mjuzikl)

### Drugi liričari i solo radovi
- (1952) (aranžmani i orkestracije Roberta Rasela Beneta)
- (1960)
- (1962) (isto tako Rodžersova lirika)
- (1965) (lirika Stivena Sondhajma)
- (TV) (1967) (isto tako Rodžersova lirika)
- (1970) (lirika Martina Čarnina)
- (1976) (lirika Šeldona Harnika)
- (1979) (lirika Martina Čarnina/Rejmonda Džesela)

## Širi uticaj
- Internetska filmska baza podataka navodi 276 filmska i TV zvučna zapisa koristeći Rodžersove pesme, kao i 46 filmova i TV događaja koji se pripisuju ovom kompozitoru.
- Godine 1960, saksofonista Džon Koltran je snimio Džez verziju pesme „Moje omiljene stvari” iz mjuzikla Zvuk muzike čija se bogata modalna improvizacija pokazala relevantnom. Ta melodija je postala redovan deo njegovog repertoara.
- Melodija „You'll Never Walk Alone” (iz Karosela) detaljno govori o mnogim verzijama ove pesme, i njenoj izuzetnoj popularnosti kod profesionalnih fudbalskih timova i njihovih obožavalaca. Bila je to prva pesma koju su fudbalski navijači ikada otpevali, koju su prvobitno usvojili navijači Liverpula u novembru 1963. godine, i koju su da danas druge grupe navijača široko kopirale kao svoju himnu.
- Džeri Luis je završio svoju predstavu za Praznik rada pevajući „You'll Never Walk Alone”.
- „” iz Oklahome! ponekad se pogrešno smatra tradicionalnom narodnom pesmom, kao i „Edelweiss” iz Zvuka muzike.
- „” pokrivaju Danijel Džonston i Džad Fer. Kapetan Sensibl je proizveo samouverenu reprodukciju tokom 1980-ih, zajedno sa burleskim orguljama. Britanski reper Dizi Raskal koristi hor ove pesme.
- Nekoliko profesionalnih nagrada muzičkog pozorišta imenovano je po Rodžersu.

## Literatura
- Secrest, Meryle (2001). Somewhere For Me. Alfred A. Knopf, a division of Random House, Inc. ISBN 1-55783-581-0.
- Block, Geoffrey Holden. The Richard Rodgers Reader (2002), Oxford University Press US,  0-19-513954-2
- Denison, Chuck. The Great American Songbook: Stories of the Standards (2004), Author's Choice Publishing,  1-931741-42-5
- Green, Stanley. The World of Musical Comedy (1984, 4th Edition), Da Capo Press,  0-306-80207-4
- Nolan, Frederick. Lorenz Hart: A Poet on Broadway (1995), Oxford University Press US, 0-19-510289-4
- Zinnser, William. Easy to Remember (2000), Godine,  1-56792-147-7
- Everett, William A.; Laird, Paul (2002). The Cambridge Companion to the Musical. Cambridge University Press. ISBN 0-521-79639-3.
- Hischak, Thomas (2007). The Rodgers and Hammerstein Encyclopedia. Greenwood Publishing Group. ISBN 978-0-313-34140-3.
- Hyland, William G. (1998). Richard Rodgers. New Haven, Conn.: Yale University Press. ISBN 978-0-300-07115-3.
- Nolan, Frederick (2002). The Sound of Their Music: The Story of Rodgers and Hammerstein. Applause Books. ISBN 1-55783-473-3.
- Purdum, Todd (2018). Something Wonderful: Rodgers and Hammerstein's Broadway Revolution. New York: Henry Holt and Company. ISBN 9781627798341. OCLC 985072859.

## Spoljašnje veze
- Richard Rodgers на веб-сајту  (језик: енглески)
- City Journal article on Rodgers Архивирано на веб-сајту  (3. март 2016)
- Centennial features on Rodgers
- The Richard Rodgers Collection at the Library of Congress
- Richard Rodgers papers, 1914–1989, held by the Billy Rose Theatre Division, New York Public Library for the Performing Arts
- Musicals by Rodgers and Hammerstein
- TimeLine of Rodgers' Life
- Review and analysis of Rodgers' later plays
- „American Masters: Richard Rodgers Biography”. PBS. Приступљено 28. 3. 2007.
- A feature on Rodgers and Hammerstein.
- Richard Rodgers на веб-сајту